# Lamania
Lamania là một chi nhện trong họ Tetrablemmidae.